# Atletica leggera ai Giochi della XXXIII Olimpiade - 800 metri piani femminili
Ai Giochi della XXXIII Olimpiade la competizione degli  800 metri piani femminili si è svolta nei giorni dal 2 e 5 agosto 2024 presso lo Stade de France di Parigi.

## Presenze ed assenze delle campionesse in carica
| Competizione         | Atleta                | Prestazione | Parigi 2024  |
| -------------------- | --------------------- | ----------- | ------------ |
| Olimpiadi 2020       | Athing Mu             | 1'55”21     | 9ª ai Trials |
| Africani 2022        | Jarinter Mwasya       | 2'02”80     | Non qual.    |
| Commonwealth 2022    | Mary Moraa            | 1'57”07     | Presente     |
| Asiatici 2022        | Tharushi Karunarathna | 2'03”20     | Presente     |
| Panamericani 2023    | Sahily Diago          | 2'00”71     | Non qual.    |
| Mondiali 2023        | Mary Moraa            | 1'56”02     | Presente     |
| Europei 2024         | Keely Hodgkinson      | 1'58”65     | Presente     |
|                      |                       |             |              |
| Mondiali junior 2022 | Rolsin Wills          | 1'59”13     | Non qual.    |

## La gara
Athing Mu, la campionessa olimpica in carica e campionessa del mondo 2022, è caduta durante le selezioni americane e non si è qualificata per i Giochi. La campionessa del mondo in carica, Mary Moraa (Kenya) ha vinto tre prove della Diamond League. Keely Hodgkinson, medaglia d'argento a Tokyo e due volte campionessa europea (2022 e 2024), ne ha vinte due. Al meeting di Eugene, in uno scontro diretto, ha prevalso la britannica. Al successivo meeting di Londra la Hodgkinson ha stabilito la miglior prestazione mondiale stagionale con 1'54"61.
Le batterie del primo turno sono state vinte da Jemma Reekie, Daily Cooper Gaspar, Worknesh Mesele, Keely Hodgkinson, Tsige Duguma e Natoya Goule-Toppin. La più combattuta è stata la quinta, con uno scontro Etiopia-Kenya: Tsige Duguma (Eth) ha battuto allo sprint Mary Moraa prevalendo di 5 centesimi (1'57"90 contro 1'57"95) e realizzando il miglior tempo del primo turno. Nel ripescaggio, le batterie sono state vinte da Abbey Caldwell, Anaïs Bourgoin e Rose Mary Almanza, con Valentina Rosamilia e Vivian Chebet Kiprotich che si sono qualificate con i due migliori tempi tra le atlete non vincenti.
Nella prima semifinale Mary Moraa vince agevolmente su Worknesh Mesele. La seconda è la più combattuta: vince l'etiope Tsige Duguma davanti alla sorprendente Shafiqua Maloney (S. Vincent e Grenadine). In questa serie si qualificano anche Juliette Whittaker e Rénelle Lamote. 
La terza serie è dominata da Keely Hodgkinson, che prevale su Prudence Sekgodiso (Sudafrica).
In finale si allineano alla partenza 4 africane, 2 americane e 2 europee. Dopo i primi 100 metri Tsige Duguma (Eth) si pone alla corda. Ma subito viene sopravanzata da Keely Hodgkinson. La segue come un'ombra Mary Moraa. Il primo giro si completa in 58"30. Ai 150 metri dall'arrivo Mary Moraa accelera, ma la britannica se ne accorge e aumenta a sua volta il ritmo, rimanendo in testa. Lancia la volata e non viene più ripresa. Vince con il tempo di 1:56.72. Tsige Duguma supera la Moraa e si aggiudica la medaglia d'argento, lasciando il bronzo alla keniota (1'57"15 contro 1'57"42). Shafiqua Maloney ha cercato di raggiungere la Moraa, ma non ci è riuscita, finendo quarta con un tempo di 1'57"66. Rimane comunque la sorpresa della competizione.
Tsige Duguma è stata la prima keniota a vincere una medaglia in questa specialità. È stata la terza volta che un'atleta britannica ha vinto la medaglia d'oro negli 800 metri femminili, precedentemente vinta da Ann Packer (1964) e Kelly Holmes (2004).

### Nuovi record
Durante la competizione sono stati stabiliti quattro nuovi record nazionali:
- 1'58"23: Shafiqua Maloney (Saint Vincent e Grenadine), 5ª batteria;
- 2'03"91: Sanu Jallow (Gambia), 5ª batteria;
- 1'57"59: Shafiqua Maloney (Saint Vincent e Grenadine), semifinale 2ª serie;
- 1'58"22: Gabriela Gajanová (Slovacchia), semifinale 2ª serie.

## Risultati
La competizione ha subito una modifica con l'introduzione di una fase di ripescaggio. Nel primo turno si disputano sei batterie, con le prime tre classificate di ogni batteria (Q) che accedono alle semifinali. Tutte le altre vanno al turno di ripescaggio (tranne coloro che non hanno finito la gara o sono state squalificate).

Il turno di ripescaggio si compone di quattro batterie. Accedono alle semifinali le vincitrici di ciascuna serie  (Q), più i due migliori tempi (q). 

Riassumendo: per fare 24 semifinaliste, 18 provengono dalle batterie e le altre 6 dai ripescaggi.

Nelle tre semifinali, le prime due classificate di ciascuna delle tre serie e i due tempi più veloci accedono alla finale.

### Batterie

#### Batteria 1
| Pos. | Atleta              | Nazione       | Tempo   | Note |
| ---- | ------------------- | ------------- | ------- | ---- |
| 1    | Jemma Reekie        | Gran Bretagna | 2'00"00 | Q    |
| 2    | Gabriela Gajanová   | Slovacchia    | 2'00"29 | Q    |
| 3    | Juliette Whittaker  | Stati Uniti   | 2'00"45 | Q    |
| 4    | Valentina Rosamilia | Svizzera      | 2'00"45 | Ri   |
| 5    | Jazz Shukla         | Canada        | 2'00"80 | Ri   |
| 6    | Léna Kandissounon   | Francia       | 2'00"97 | Ri   |
| 7    | Habitam Alemu       | Etiopia       | 2'02"19 | Ri   |
| 8    | Amal Al Roumi       | Kuwait        | 2'11”35 | Ri   |
| 9    | Layla Almasri       | Palestina     | 2'12”21 | Ri,  |

#### Batteria 2
| Pos. | Atleta              | Nazione   | Tempo   | Note |
| ---- | ------------------- | --------- | ------- | ---- |
| 1    | Daily Cooper Gaspar | Cuba      | 1'58"88 | Q    |
| 2    | Prudence Sekgodiso  | Sudafrica | 1'59"84 | Q    |
| 3    | Rachel Pellaud      | Svizzera  | 2'00"07 | Q    |
| 4    | Halimah Nakaayi     | Uganda    | 2'00"51 | Ri   |
| 5    | Nelly Jepkosgei     | Brunei    | 2'00"63 | Ri   |
| 6    | Flávia de Lima      | Brasile   | 2'00"73 | Ri   |
| 7    | Lorena Martín       | Spagna    | 2'02"52 | Ri   |
| 8    | Anna Wielgosz       | Polonia   | 2'02"54 | Ri   |

#### Batteria 3
| Pos. | Atleta                  | Nazione       | Tempo   | Note     |
| ---- | ----------------------- | ------------- | ------- | -------- |
| 1    | Worknesh Mesele         | Etiopia       | 1'58"07 | Q,       |
| 2    | Rénelle Lamote          | Francia       | 1'58"59 | Q        |
| 3    | Phoebe Gill             | Gran Bretagna | 1'58"83 | Q        |
| 4    | Eloisa Coiro            | Italia        | 1'59"19 | Ri,      |
| 5    | Vivian Chebet Kiprotich | Kenya         | 1'59"90 | Ri       |
| 6    | Rose Mary Almanza       | Cuba          | 2'00"36 | Ri       |
| 7    | Anita Horvat            | Slovenia      | 2'00"91 | Ri       |
|      | Assia Raziki            | Marocco       | Squal.  | TR17.1.2 |

#### Batteria 4
| Pos. | Atleta               | Nazione                   | Tempo   | Note |
| ---- | -------------------- | ------------------------- | ------- | ---- |
| 1    | Keely Hodgkinson     | Gran Bretagna             | 1'59"31 | Q    |
| 2    | Nia Akins            | Stati Uniti               | 1'59"67 | Q    |
| 3    | Noélie Yarigo        | Benin                     | 1'59"68 | Q    |
| 4    | Eveliina Määttänen   | Finlandia                 | 2'00"02 | Ri   |
| 5    | Majtie Kolberg       | Germania                  | 2'00"55 | Ri   |
| 6    | Oratile Nowe         | Botswana                  | 2'01"00 | Ri   |
| 7    | Catriona Bisset      | Australia                 | 2'01"60 | Ri   |
| 8    | Adelle Tracey        | Giamaica                  | 2'03"47 | Ri   |
| 9    | Perina Lokure Nakang | Atleti Olimpici Rifugiati | 2:08.20 | Ri,  |

#### Batteria 5
| Pos. | Atleta           | Nazione                   | Tempo   | Note |
| ---- | ---------------- | ------------------------- | ------- | ---- |
| 1    | Tsige Duguma     | Etiopia                   | 1'57"90 | Q    |
| 2    | Mary Moraa       | Kenya                     | 1'57"95 | Q    |
| 3    | Shafiqua Maloney | Saint Vincent e Grenadine | 1'58"23 | Q,   |
| 4    | Anaïs Bourgoin   | Francia                   | 1'58"47 | Ri,  |
| 5    | Abbey Caldwell   | Australia                 | 1'58"49 | Ri   |
| 6    | Lorea Ibarzabal  | Spagna                    | 2'00"71 | Ri   |
| 7    | Sanu Jallow      | Gambia                    | 2'03"91 | Ri,  |
| 8    | Gresa Bakraçi    | Kosovo                    | 2:13.29 | Ri   |

#### Batteria 6
| Pos. | Atleta                | Nazione     | Tempo   | Note |
| ---- | --------------------- | ----------- | ------- | ---- |
| 1    | Natoya Goule-Toppin   | Giamaica    | 1'58"66 | Q    |
| 2    | Claudia Hollingsworth | Australia   | 1'58"77 | Q    |
| 3    | Lilian Odira          | Kenya       | 1'58"83 | Q,   |
| 4    | Gabija Galvydytė      | Lituania    | 1'59"18 | Ri,  |
| 5    | Audrey Werro          | Svizzera    | 1'59"38 | Ri   |
| 6    | Allie Wilson          | Stati Uniti | 1'59"69 | Ri   |
| 7    | Elena Bellò           | Italia      | 1'59"98 | Ri   |
| 8    | Tharushi Karunarathna | Sri Lanka   | 2:07.76 | Ri   |

### Ripescaggi
Accedono alla semifinali la vincitrice di ogni batteria (Q) e i due migliori tempi (q) per un totale di sei atlete.

#### Ripescaggio 1
| Pos. | Atleta           | Nazione   | Tempo   | Note |
| ---- | ---------------- | --------- | ------- | ---- |
| 1    | Abbey Caldwell   | Australia | 2'00"07 | Q    |
| 2    | Eloisa Coiro     | Italia    | 2'00"31 |      |
| 3    | Audrey Werro     | Svizzera  | 2'00"62 |      |
| 4    | Gabija Galvydytė | Lituania  | 2'00"66 |      |
| 5    | Flávia de Lima   | Brasile   | 2'01"64 |      |
| 6    | Halimah Nakaayi  | Uganda    | 2'02"88 |      |
| 7    | Lorena Martín    | Spagna    | 2'03"04 |      |

#### Ripescaggio 2
| Pos. | Atleta              | Nazione     | Tempo   | Note |
| ---- | ------------------- | ----------- | ------- | ---- |
| 1    | Anaïs Bourgoin      | Francia     | 1'59"52 | Q    |
| 2    | Valentina Rosamilia | Svizzera    | 1'59"65 | q    |
| 3    | Allie Wilson        | Stati Uniti | 1'59"73 |      |
| 4    | Anita Horvat        | Slovenia    | 2'00"56 |      |
| 5    | Adelle Tracey       | Giamaica    | 2'03"67 |      |
| 6    | Sanu Jallow         | Gambia      | 2'04"44 |      |
| 7    | Anna Wielgosz       | Polonia     | 2:05.77 |      |
| 8    | Layla Almasri       | Palestina   | 2:16.72 |      |

#### Ripescaggio 3
| Pos. | Atleta               | Nazione                   | Tempo   | Note     |
| ---- | -------------------- | ------------------------- | ------- | -------- |
| 1    | Rose Mary Almanza    | Cuba                      | 2'01"54 | Q        |
| 2    | Jazz Shukla          | Canada                    | 2'02"00 |          |
| 3    | Catriona Bisset      | Australia                 | 2'02"35 |          |
| 4    | Elena Bellò          | Italia                    | 2'02"91 |          |
| 5    | Oratile Nowe         | Botswana                  | 2'03"29 |          |
| 6    | Léna Kandissounon    | Francia                   | 2'03"40 |          |
| 7    | Perina Lokure Nakang | Atleti Olimpici Rifugiati | 2'11"33 |          |
|      | Gresa Bakraçi        | Kosovo                    | Squal.  | TR17.2.3 |

#### Ripescaggio 4
| Pos. | Atleta                  | Nazione   | Tempo   | Note |
| ---- | ----------------------- | --------- | ------- | ---- |
| 1    | Majtie Kolberg          | Germania  | 1'59"08 | Q    |
| 2    | Vivian Chebet Kiprotich | Kenya     | 1'59"31 | q    |
| 3    | Lorea Ibarzabal         | Spagna    | 1'59"81 |      |
| 4    | Eveliina Määttänen      | Finlandia | 2'00"38 |      |
| 5    | Nelly Jepkosgei         | Brunei    | 2'01"12 |      |
| 6    | Habitam Alemu           | Etiopia   | 2'02"73 |      |
| 7    | Tharushi Karunarathna   | Sri Lanka | 2:06.66 |      |
| 8    | Amal Al Roumi           | Kuwait    | 2:12.13 |      |

### Semifinali
Le prime due di ogni semifinale (Q) e i due migliori tempi (q) si qualificano per la finale.

#### Semifinale 1
| Pos. | Atleta              | Nazione       | Tempo   | Note                          |
| ---- | ------------------- | ------------- | ------- | ----------------------------- |
| 1    | Mary Moraa          | Kenya         | 1'57"86 | Q                             |
| 2    | Worknesh Mesele     | Etiopia       | 1'58"06 | Q,                            |
| 3    | Daily Cooper Gaspar | Cuba          | 1'58"39 | Miglior prestazione personale |
| 4    | Phoebe Gill         | Gran Bretagna | 1'58"47 |                               |
| 5    | Abbey Caldwell      | Australia     | 1'58"52 |                               |
| 6    | Natoya Goule-Toppin | Giamaica      | 1'59"14 |                               |
| 7    | Valentina Rosamilia | Svizzera      | 1'59"27 |                               |
| 8    | Noélie Yarigo       | Benin         | 2'01"35 |                               |

#### Semifinale 2
| Pos. | Atleta                  | Nazione                   | Tempo   | Note                          |
| ---- | ----------------------- | ------------------------- | ------- | ----------------------------- |
| 1    | Tsige Duguma            | Etiopia                   | 1'57"47 | Q,                            |
| 2    | Shafiqua Maloney        | Saint Vincent e Grenadine | 1'57"59 | Q,                            |
| 3    | Juliette Whittaker      | Stati Uniti               | 1'57"76 | q,                            |
| 4    | Rénelle Lamote          | Francia                   | 1'57"78 | q                             |
| 5    | Jemma Reekie            | Gran Bretagna             | 1'58"01 |                               |
| 6    | Gabriela Gajanová       | Slovacchia                | 1'58"22 | Record nazionale              |
| 7    | Majtie Kolberg          | Germania                  | 1'58"52 | Miglior prestazione personale |
| 8    | Vivian Chebet Kiprotich | Kenya                     | 1'59"64 |                               |

#### Semifinale 3
| Pos. | Atleta                | Nazione       | Tempo   | Note                          |
| ---- | --------------------- | ------------- | ------- | ----------------------------- |
| 1    | Keely Hodgkinson      | Gran Bretagna | 1'56"86 | Q                             |
| 2    | Prudence Sekgodiso    | Sudafrica     | 1'57"57 | Q                             |
| 3    | Nia Akins             | Stati Uniti   | 1'58"20 |                               |
| 4    | Lilian Odira          | Kenya         | 1'58"53 | Miglior prestazione personale |
| 5    | Rose Mary Almanza     | Cuba          | 1'58"73 |                               |
| 6    | Anaïs Bourgoin        | Francia       | 1'59"62 |                               |
| 7    | Claudia Hollingsworth | Australia     | 2'01"51 |                               |
| 8    | Rachel Pellaud        | Svizzera      | 2'03"36 |                               |

### Finale

Video della Finale

| Pos.    | Atleta             | Nazione                   | Tempo   | Note                          |
| ------- | ------------------ | ------------------------- | ------- | ----------------------------- |
| Oro     | Keely Hodgkinson   | Gran Bretagna             | 1'56"72 |                               |
| Argento | Tsige Duguma       | Etiopia                   | 1'57"15 | Miglior prestazione personale |
| Bronzo  | Mary Moraa         | Kenya                     | 1'57"42 |                               |
| 4       | Shafiqua Maloney   | Saint Vincent e Grenadine | 1'57"66 |                               |
| 5       | Rénelle Lamote     | Francia                   | 1'58"19 |                               |
| 6       | Worknesh Mesele    | Etiopia                   | 1'58"28 |                               |
| 7       | Juliette Whittaker | Stati Uniti               | 1'58"50 |                               |
| 8       | Prudence Sekgodiso | Sudafrica                 | 1'58"79 |                               |

## Fonti
(EN) Women's 800m - Final results (PDF), su Olympics, 5 agosto 2024. URL consultato il 7 agosto 2024.